# Paradigme de narration
 (décembre 2016).
Si vous disposez d'ouvrages ou d'articles de référence ou si vous connaissez des sites web de qualité traitant du thème abordé ici, merci de compléter l'article en donnant les références utiles à sa vérifiabilité et en les liant à la section « Notes et références ».
Le paradigme de narration est une théorie proposée par Walter Fisher en 1984, selon laquelle toute communication significative est une forme de narration d'histoire ou un compte-rendu d'évènements, de sorte que les humains conçoivent la vie comme une suite de narrations se faisant suite, chacune possédant ses propres conflits, personnages, commencement, milieu et fin.